# صرفند الخراب
صرفند الخراب، قرية فلسطينية مهجرة، تقع على بعد 6 كم غرب الرملة، وعلى بعد 3 كم جنوب غرب صرفند العمار. أحرقوها البريطانيين في العشرينات انتقامًا لقتل بعض جنودهم السكارى الذي اعتدوا على حرمة القرية، وهذا سبب تسميتها بالخراب. تشتت الكثير من أهلها على أثر هذه الحادثة، في القرى العربية المجاورة. عرفت في الماضي أيضًا باسم صرفند الصغرى، تمييزًا لها من قرية صرفند الكبرى.
نشأت صرفند فوق رقعة منبسطة من السهل الساحلي الفلسطيني، ترتفع قرابة 50م فوق سطح البحر. عادت بعد حريقها إلى حالتها الطبيعية، فأخذت تنمو وتتوسع عمرانيًا، حتى وصل مجموع بيوتها إلى 300 منزل عام 1945. تبلغ مساحة أراضيها 5,503 دونمًا، منها 285 دونمًا للطرق والأودية و33 دونمًا لمباني القرية.
تزايد عدد سكان القرية من 385 نسمة عام 1922 إلى 974 نسمة عام 1931. بلغ عددهم 840 نسمة في عام 1945، وكان معظمهم يعملون في الزراعة التي كانت تعتبر دخلًا كبيرًا لهم. اهتم السكان بتعليم أبنائهم، فتأسست مدرسة صرفند الخراب عام 1920 بمعلم واحد، ثم أخذت تتقدم وتنمو حتى أصبحت في عام 43/1944 مدرسة ابتدائية كاملة، بلغ عدد تلاميذها 258 تلميذًا. كذلك تأسست مدرسة للبنات في عام 1945، وكان عدد تلميذاتها 46 تلميذة.
احتل اليهود صرفند الخراب عام 1948، طردوا سكانها منها ودمروها. ويستغل أراضي القرية سكان المستعمرات الصهيونية المجاورة، إذ تقع مستعمرة “وادي حنين” على بعد 3 كم جنوبي القرية، ومستعمرة «ريشون لتسيون» (عيون قارة) على مسافة كيلومترين شمالها، وإلى الشرق منها تقع مستعمرة “بير يعقوب”، في حين تقع إلى الغرب منها مستعمرة “بيت حنان”.

## التسمية
قام الاحتلال البريطاني بإحراق القرية بعد أن قام أهل القرية بقتل بعض من جنودهم عند إعتدائهم على القرية، وبهذا أصبحت القرية خراب وسميت بهذا الاسم.

## التاريخ
تم العثور على نقش عربي على لوح من الرخام، كان موجودًا في المجموعة الخاصة للبارون دي اوستينوف، في الصرفند آل الخراب. ويرجع تاريخها إلى الفترة الفاطمية (1048-1048)، ويعتقد أنه قد تم جلبها إلى القرية من عسقلان، وجاء في النقش: "إن عبدا من أمير المؤمنين صلى الله عليه وأسلافه نقية، وذريته النبيلة وكان آنذاك المسؤول عن... في معقل الحدود من عسقلان في شهر (؟) من ربيع الثاني من عام 440 هجري (الموافق 1048/1049م). كما تم العثور في القرية على قبو يعود تاريخه إلى الفترة الصليبية.
```
كان صرفند الخراب آل واحدة من عدد من القرى في منطقة اللد الرملة-فلسطين في عهد الانتداب الذي ضربها وباء طاعون الخيل الأفريقي في عام 1944، مما أدى إلى أوامر "قائم لا يزال" السكان فرسي منع الحركة من الخيول خارج بلدة بين سبتمبر ونوفمبر 1944 ووفاة 730 الخيول في المنطقة.
```

## احتلال القرية وتطهيرها عرقيًّا
يشير المؤرخ الإسرائيلي بني موريس إلى أنّ السكان فرّوا في 20 نيسان من عام 1948، خوفًا من هجوم إسرائيلي. قبل اسبوع من ذلك، أي في 12 نيسان، نقلت صحيفة «نيويورك تايمز» (عن مصادر يهودية) قولها أنّ إحدى وحدات اليهود قامت بضربة في عمق الأراضي العربية، وفجّرت 12 منزلًا عند مشارف الرملة ومشارف قريتين مجاورتني لها، وربما كانت صرفند الخراب إحدى هاتين القريتين. وثمة عامل آخر ربما أجبر السكان على المغادرة، وهو عملية نحشون التي نفذها لواء غيفعاتي، والتي أدت إلى مجزرة دير ياسين في 9 نيسان. لكن ربما لم تقع صرفند الخراب تحت الاحتلال الإسرائيلي الّا في اواسط ايار (أي تقريبا وقت احتلال شقيقتها صرفند العمار وجارتها بير سالم).

## المستعمرات الإسرائيلية على أراضي القرية
انشأ اليهود مستعمرة «نيس زيونا» في سنة 1882، وهي الآن بلدة كبيرة. كما يقوم كثير من ابنيتها على اراضي صرفند الخراب. بالإضافة لذلك، انشئت «ياد اليعيزر»، في اوائل الخمسينيات، على اراضي القرية، لكن لم تعد قائمة بذاتها، وهي كانت سميت تيّمنًا باليعيرز مارغولين، قائد الفرقة اليهودية في الجيش البريطاني خلال الحرب العالمية الاولى، الذي سمح لجنوده -عاصيًا الاوامر- باستعمال الاسلحة البريطانية الموجودة في صرفند العمار ضد المناضلين الوطنيين الفلسطينيين في سنة 1921. اما مستعمرة «بيت حنان»، التي انشئت في سنة 1948 غرب الموقع، فهي ليست على اراضي القرية وان كانت قريبة منها، ويستغل اراضي صرفند الخراب سكان تلك المستعمرات المجاورة، اذ تقع قرية «وادي حنين» على بعد 3 كم جنوبي القرية، ومستعمرة «ريشون لتسيون» (عيون قارة) على مسافة كيلومترين شمالها، وإلى الشرق منها تقع مستعمرة «بير يعقوب» في حين تقع إلى الغرب منها مستعمرة «بيت حنان».